# Conclaaf van 1758

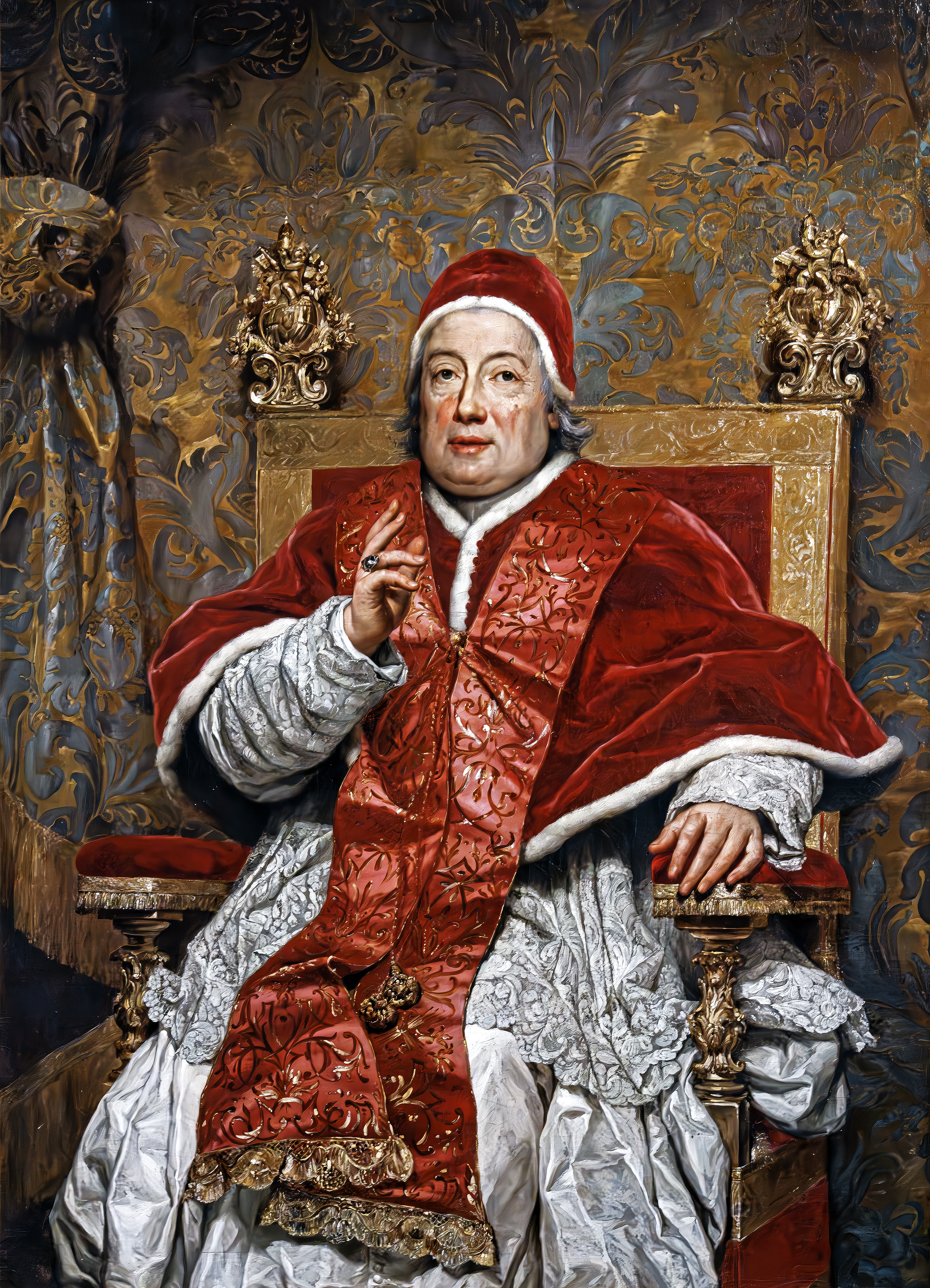
Paus Clemens XIII, de nieuwe paus

Het Conclaaf van 1758 duurde van 15 mei tot 6 juli 1758. Het werd samengeroepen na de dood van paus Benedictus XIV en leidde tot de verkiezing van kardinaal Carlo Rezzonico van Venetië, die als Clemens XIII de 248ste paus van de Rooms-Katholieke Kerk werd.

## Blokvorming bij de kardinalen
Het College van Kardinalen was verdeeld in verschillende groepen, die aanvankelijk twee blokken vormden:
Curie-blokbestond uit twee fracties van Curiekardinalen: de Anziani – de kleine groep kardinalen die gecreëerd was door paus Clemens XII met zijn kardinaal-neef Neri Maria Corsini als leider; en de Zelanti – de groep conservatieve kardinalen onder leiding van kardinaal Giuseppe Spinelli, die gekant waren tegen elke wereldlijke invloed op de Kerk.
Unie van de kronenomvatte de vertegenwoordigers en de bondgenoten van katholieke hoven. De belangen van Ferdinand VI van Spanje werden behartigd door Portocarrero, deze van Karel V van Sicilië/Karel VII van Napels – door Orsini, en deze van Maria Theresia van Oostenrijk en haar gemaal, keizer Frans I Stefan, door Alessandro Albani (tevens protector van Sardinië) en von Rodt. De Franse fractie had geen leider bij het overlijden van Benedictus XIV, vermits de kardinaal-protector van Frankrijk Pierre Guérin de Tencin was overleden op 2 maart 1758. Koning Lodewijk XV van Frankrijk benoemde kardinaal Prospero Colonna di Sciarra tot zijn opvolger, maar zijn benoeming werd pas openbaar gemaakt op 9 juni, ongeveer een maand na het begin van het conclaaf.
Verschillende kardinalen die door Benedictus XIV gecreëerd werden, de zogenaamde "juniors", behoorden bij geen van de blokken, maar de meerderheid van hen stond wel op dezelfde golflengte als de "Unie van de kronen", vooral met de Spaanse protector Portocarrero.
In de loop van het conclaaf vermengden de twee blokken zich onder elkaar en bij het einde van het concaaf was er enerzijds de keizerlijke groep met de Zelanti, en anderzijds de Anziani, samen met de Bourbonfractiën de verdedigers van de belangen van het Huis Bourbon.

## Het conclaaf

### Start en eerste kandidaten
Op 15 mei waren er slechts 27 kardinalen. Tot 29 juni zouden er nog 18 bij komen. Kardinaal Bardi diende het conclaaf te verlaten om gezondheidsredenen.
Omwille van de afwezigheid van de vertegenwoordigers van de belangrijke katholieke machten, vroegen de ambassadeurs van Frankrijk en van het Keizerrijk om uitstel. Er werd niet ingegaan op deze vraag, maar in het begin van het conclaaf werden nog geen ernstige kandidaten naar voor geschoven. Bij de eerste stemming op 16 mei werd het grootste aantal stemmen genoteerd (8 bij de stemmingen en nog een drie in de accessus) voor de deken van het College van Kardinalen, Rainiero d'Elci, die 87 jaar was.
Dit betekende echter niet dat er geen inspanningen gebeurden om de steun te winnen van de al aanwezige kardinalen. Vooral Corsini werkte voor de verkiezing van Giuseppe Spinelli, leider van de Zelanti, maar stootte op de sterke tegenstand van Orsini, kardinaal-protector van het koninkrijk Napels. De protector van Spanje, Portocarrero, verzette zich ook tegen Spinelli en slaagde erin de "juniors" voor zich te winnen. Uiteindelijk moest de kandidatuur van Spinelli ingetrokken worden.
De eerste ernstige kandidaat was Alberico Archinto, staatssecretaris en vice-kanselier van de overleden paus. Hij had grote steun zowel onder de Zelanti en bij een aantal kroonkardinalen, maar het blok van Corsini steunde hem niet en stelde een tegenkandidaat voor, Marcello Crescenzi. De kandidaturen van  Archinto en Crescenzi sloten mekaar uit.

### Komst van de Franse kardinalen en verzet tegen Cavalchini
Geleidelijk kwamen de vertegenwoordigers van de koninklijke hoven toe in Rome, met onderrichtingen van hun vorsten.Op 4 juni kwam kardinaal Luynes met onderrichtingen van Lodewijk XV van Frankrijk. Vijf dagen later kondigde hij de benoeming aan van kardinaal Prospero Colonna di Sciarra tot "Beschermer van Frankrijk".
De nieuwe kandidaat Carlo Alberto Guidobono Cavalchini kreeg de volgende dagen steeds meer stemmen met de steun van Corsini en Portocarrero. Op 19 juni kreeg hij 21 stemmen, op 21 juni 26 stemmen en op 22 juni 28 stemmen olp de 43, slechts één stem te kort om verkozen te zijn. Maar na deze stemming informeerde kardinaal Luynes de deken van het College van Kardinalen, Rainiero d’Elci over het Ius Exclusivae van de Franse koning tegen Cavalchini. Frankrijk verzette zich tegen Cavalchini, wegens diens houding tegenover de zaligverklaring van Robert Bellarmin en tegenover de anti-Jansenistische bulle Unigenitus. Het verzet stuitte op sterk protest, maar Cavalchini zelf legde er zich bij neer.
Nadat de kandidatuur van Cavalchini mislukt was, schoof Portocarrero een nieuwe kandidaat naar voor, Paolucci, maar die werd verworpen door de Fransen, die samen met de groep van Corsini opnieuw voor Crescenzi stemden.

### Komst van kardinaal von Rodt
De komst van kardinaal von Rodt op 29 juni met de instructies van het keizerlijk hof was het keerpunt van het conclaaf. Aanvankelijk trachtte hij tot een overeenkomst met de Fransen te komen, maar toen dit mislukt wendde hij zich tot het blok van de Zelanti. Rechtstreekse onderhandelingen tussen Rodt en Spinelli leidden tot het voorstel om de Venetiaanse kardinaal Carlo Rezzonico, bisschop van Padua. Op 6 juli kreeg de bisschop van Padua 8 stemmen bij de stemming en 4 bijkomende in de accessus. Portocarrero, Albani en de Franse kardinalen verzetten zich, maar kozen uiteindelijk voor hem. Na consultatie van de Franse kardinalen met ambassadeur werd het duidelijk dat Rezzonico tot paus zou verkozen worden.

## Verkiezing van Clemens XIII
Op 6 juli werd Carlo Rezzonico tot paus verkozen, met 31 stemmen op de 44. De resterende 13 stemmen, incl. zijn eigen stem, gingen naar de kardinaal-deken Rainiero d'Elci. Rezzonico aanvaardde zijn verkiezing en nam de naam Clemens XIII aan, ter herinnering aan paus Clemens XII, die hem in 1737 tot kardinaal had verheven. Hij werd op 16 juli gekroond.